# Micky und die flinken Flitzer
Micky und die flinken Flitzer (Alternativtitel: Micky Maus: Kunterbunte Abenteuer, Originaltitel: Mickey Mouse: Mixed-Up Adventures/Mickey and the Roadster Racers) ist eine US-amerikanische Animationsserie, die von 2017 bis 2021 produziert wurde. Die Serie ist ein Spin-off von Micky Maus Wunderhaus und dreht sich um die Abenteuer von Micky Maus auf der Rennstrecke. Die Episoden werden als Doppelfolgen (2 mal 11 Minuten) ausgestrahlt.

## Handlung
Micky Maus nimmt mit seinen Freunden Minnie, Goofy, Donald, Daisy und Pluto an einem Autorennen um die ganze Welt teil.

## Produktion und Veröffentlichung
Die Serie wurde von 2016 bis 2020 in den USA produziert. Regie führen Phil Weinstein und Broni Likomanov. Am Drehbuch sind Thomas Hart und Brian Swenlin beteiligt. Für die Produktion ist Disney Television Animation verantwortlich. Die deutsche Synchronisation übernahm die SDI Media Germany GmbH.
Erstmals ausgestrahlt wurde die Serie am 15. Januar 2017 auf der US-amerikanischen Version des Fernsehsenders Disney Junior. Die deutsche Erstausstrahlung fand am 19. April 2017 auf Disney Junior statt. Im Free-TV wurde sie das erste Mal am 24. Oktober 2017 ausgestrahlt.

## Episodenliste
| Folgen-Nr. | Part | deutscher Titel               | englischer Titel              | deutsche Erstausstrahlung | englische Erstausstrahlung |
| 1          | a    | Micky und der wilde Reifen    | Mickey’s Wild Tire!           | 26. April 2017            | 15. Januar 2017            |
| 1          | b    | Katzensitter                  | Sittin’ Kitty                 | 26. April 2017            | 5. Januar 2017             |
| 2          | a    | Goofy-Benzin                  | Goofy Gas!                    | 19. April 2017            | 15. Januar 2017            |
| 2          | b    | Der kleine Gorilla            | Little Big Ape                | 19. April 2017            | 15. Januar 2017            |
| 3          | a    | Das Rigatoni-Rennen           | Race For The Rigatoni Ribbon! | 8. Mai 2017               | 16. Januar 2017            |
| 3          | b    | Rundfahrt in Rom              | Roaming Around Rome           | 8. Mai 2017               | 16. Januar 2017            |
| 4          | a    | Agent Goofy                   | Agent Double-O-Goof           | 3. Mai 2017               | 16. Januar 2017            |
| 4          | b    | Ei-Ärger                      | Egg-xasperating!              | 3. Mai 2017               | 16. Januar 2017            |
| 5          | a    | Mickys perfekter Tag          | Mickey’s Perfecto Day!        | 9. Mai 2017               | 20. Januar 2017            |
| 5          | b    | Die Flitzer in Madrid         | Running Of The Roadsters!     | 9. Mai 2017               | 20. Januar 2017            |
| 6          | a    | Das Rennen auf Hawaii         | It’s Wiki Wiki Time           | 10. Mai 2017              | 27. Januar 2017            |
| 6          | b    | Die Geburtstags-Hula-Helfer   | Happy Hula Helpers!           | 10. Mai 2017              | 27. Januar 2017            |
| 7          | a    | Rubinraub in London           | Ye Olde Royal Heist           | 11. Mai 2017              | 3. Februar 2017            |
| 7          | b    | Zum Tee bei der Queen         | Tea Time Trouble!             | 11. Mai 2017              | 3. Februar 2017            |
| 8          | a    | Abra-Ka-Goofy!                | Abra-ka-Goof!                 | 12. Mai 2017              | 10. Februar 2017           |
| 8          | b    | Die Geburtstagstorte          | Happy Birthday Helpers!       | 12. Mai 2017              | 10. Februar 2017           |
| 9          | a    | Guru Goofy                    | Guru Goofy                    | 17. Juli 2017             | 24. Februar 2017           |
| 9          | b    | Die Hotelhelfer               | Bed, Breakfast And Bungled!   | 17. Juli 2017             | 24. Februar 2017           |
| 10         | a    | Ab durch die Luft             | Going Upppppppppp!            | 18. Juli 2017             | 10. März 2017              |
| 10         | b    | Der Angelausflug              | Gone Fishin’!                 | 18. Juli 2017             | 10. März 2017              |
| 11         | a    | Goofys Glücksbringer          | Goof Luck Charm               | 20. Juli 2017             | 24. März 2017              |
| 11         | b    | Das Golfturnier               | Teed Off!                     | 20. Juli 2017             | 24. März 2017              |
| 12         | a    | Das unmögliche Rennen         | The Impossible Race           | 19. Juli 2017             | 14. April 2017             |
| 12         | b    | Hilfreiche Helfer ahoi!       | The Happiest Helpers Cruise!  | 19. Juli 2017             | 14. April 2017             |
| 13         | a    | Schlau-Goofy                  | Smarty Goof                   | 21. Juli 2017             | 12. Mai 2017               |
| 13         | b    | Kleine Küken, große Abenteuer | Adventures In Buddysitting!   | 21. Juli 2017             | 12. Mai 2017               |
| 14         | a    | Goofy, der Draufgänger        | Daredevil Goofy!              | 22. November 2017         | 16. Juni 2017              |
| 14         | b    | Die große Sendung             | The Big Broadcast             | 22. November 2017         | 16. Juni 2017              |
| 15         | a    | Der Geister-Flitzer           | The Haunted Hot Rod           | 11. Oktober 2017          | 6. Oktober 2017            |
| 15         | b    | Karlos Halloween-Party        | Pete’s Ghostly Gala           | 11. Oktober 2017          | 6. Oktober 2017            |
| 16         | a    | Haltet den Dieb!              | Stop That Heist!              | 29. November 2017         | 14. Juli 2017              |
| 16         | b    | Licht! Kamera! Hilfe!         | Lights! Camera! Help!         | 29. November 2017         | 14. Juli 2017              |
| 17         | a    | Maus gegen Maschine           | –Mouse Vs. Machine!           |                           | 28. Juli 2017              |
| 17         | b    | Opa Beagle auf Tour           | –Grandpa Beagle’s Day Out     |                           | 28. Juli 2017              |
| 18         | a    | Donalds Garage                | –Donald’s Garage              |                           | 11. August 2017            |
| 18         | b    | Goofys Gemälde                | –Artful Helpers               |                           | 11. August 2017            |
| 19         | a    | Das Haustier-Rennen           | –Ready, Get Pet … Go Pluto!   |                           | 25. August 2017            |
| 19         | b    | Figaros neuer Freund          | –Figaro’s New Friend!         |                           | 25. August 2017            |
| 20         | a    |                               | –Garage Alone                 |                           | 15. September 2017         |
| 20         | b    |                               | –Camp Happy Helpers           |                           | 15. September 2017         |

## Musik
Das Titellied Mickey and the Roadster Racers und das Ending Roadster Racers Go! wird von Beau Black gesungen. 

## Synchronisation
| Rolle       | Originalstimme                                      | deutscher Sprecher                                 |
| ----------- | --------------------------------------------------- | -------------------------------------------------- |
| Micky Maus  | Bret Iwan                                           | Mario von Jascheroff                               |
| Danni Sue   | Danica Patrick                                      | Peggy Pollow                                       |
| Susie       | Natalie Coughlin                                    | Angelina Geisler                                   |
| Minnie Maus | Russi Taylor (1. Stimme) Kaitlyn Robock (2. Stimme) | Diana Borgwardt                                    |
| Goofy       | Bill Farmer                                         | Walter Alich                                       |
| Donald Duck | Daniel Ross                                         | Peter Krause (1. Stimme) Anita Heilker (2. Stimme) |
| Daisy Duck  | Tress MacNeille                                     | Sabine Arnhold                                     |